# 14570 Буркам
14570 Буркам (14570 Burkam) — астероїд головного поясу, відкритий 17 серпня 1998 року.
Тіссеранів параметр щодо Юпітера — 3,611.